# Moodyho letecká základna
Moodyho letecká základna (anglicky Moody Air Force Base; kód IATA je VAD, kód ICAO KVAD, kód FAA LID VAD) je vojenská letecká základna letectva Spojených států amerických nacházející se 14 kilometrů severovýchodně od města Valdosta ve státě Georgie. V současnosti je domovskou základnou 23. křídla (23d Wing), vyzbrojeného letadly Fairchild A-10 Thunderbolt II, jehož úkolem je poskytovat v celosvětovém měřítku vzdušnou podporu a ochranu a v případě potřeby provádět záchranné operace. Základna byla uvedena do provozu 15. září 1941 pod názvem „Valdosta Airfield“, 6. prosince téhož roku byla přejmenována na současný název podle majora George Putnama Moodyho, jednoho z prvních amerických letců. Moody vstoupil do řad vojenského letectva v roce 1930, roku 1934 se posléze stal pilotem americké letecké poštovní služby (U.S. Airmail). 5. května 1941 zemřel při testovacím letu na dvoumotorovém letounu Beechcraft AT-10 Wichita, s nímž se zřítil v blízkosti letiště Wichita Airfield ve státě Kansas.